# Dalbergia thorelii
Dalbergia thorelii là một loài thực vật có hoa trong họ Đậu. Loài này được Gagnep. miêu tả khoa học đầu tiên.